# Arbain, Syria
Arba'in (tiếng Ả Rập: الأربعين) là một ngôi làng Syria nằm trong phó huyện Kafr Zita của huyện Mahardah ở Tỉnh Hama. Theo Cục Thống kê Trung ương Syria (CBS), Arba'in có dân số 1.400 người trong cuộc điều tra dân số năm 2004.